# Membrane de Slavjanski
La membrane de Slavjanski (éponyme: S. Kronid von, russe, 1847-1849) ou membrane basale, est une membrane constituée de collagène type IV, fibronectine, laminine et protéohéparane sulfate; elle sépare la granulosa de la thèque interne du follicule ovarien.
Restant étanche durant toute la première phase du cycle ovarien, elle commence à se dégrader juste après l'ovulation, permettant aux capillaires sanguins de la traverser et d'atteindre la granulosa, qui une fois vascularisée, se met à sécréter la progestérone.